# Nyctibora truncata
Nyctibora truncata es una especie de cucaracha del género Nyctibora, familia Ectobiidae. Fue descrita científicamente por Saussure & Zehntner en 1893.
Habita en México y Guatemala.